# Cabarzia
Cabarzia — вимерлий рід варанопідів з ранньої пермі Німеччини. Він містить лише один вид, Cabarzia trostheidei, який базується на добре збереженому скелеті, знайденому в червоних шарах формації Голдлаутер. Cabarzia мав багато схожості з Mesenosaurus romeri (варанопід з Росії), хоча він зберіг деякі відмінності, такі як більш вигнуті кігті, широка ліктьова кістка та м’язові рубці на крижових ребрах. З довгими тонкими задніми кінцівками, вузьким тулубом, подовженим хвостом і короткими товстими передніми кінцівками Кабарзія, ймовірно, міг бігати на двох ногах, щоб врятуватися від хижаків, таку поведінку поділяють деякі сучасні ящірки. Це найдавніша тварина, яка, як відомо, пристосована до двоногого пересування, передує Eudibamus, двоногій парарептилиї болозавра з трохи молодшої формації Tambach.

## Палеобіологія
Зрощені нервові шипи та добре окостенілі суглоби вказують на те, що голотип Cabarzia був дорослою твариною. Вигнуті кігті Cabarzia і Tambacarnifex, ймовірно, були пристосовані для хижацтва, на відміну від більш прямих кігтів Mesenosaurus і Varanops, які, можливо, були більш корисними для копання. Широка ліктьова кістка є пристосуванням, яке також спостерігається у водних тварин, хоча інших доказів водних звичок у Кабарції немає.
Пропорції кабарзії (короткі передні кінцівки, тонке тіло, довгі задні кінцівки і хвіст) схожі з пропорціями сучасних ящірок, здатних до двоногого пересування. Вони також збігаються з Тамбачським родом Eudibamus, хоча «розсунуті» щиколотки та стопи Cabarzia не настільки спеціалізовані для двоногих звичок. Це може означати, що кабарзія займався не активним біпедалізмом (повільна, методична ходьба на задніх кінцівках), а скоріше пасивним двоногим (перехід у двоногу позу під час бігу на високих швидкостях, оскільки центр ваги знаходиться за задніми кінцівками). Переваги пасивного двоногого руху не повністю зрозумілі, навіть у живих рептилій, хоча це може бути пов’язано з покращеною координацією або допомогою у захопленні летючих комах. Інші «мезенозаври» (такі як мезенозавр) поділяли пристосування кабарзії до біпедалізму та, можливо, мали збільшену мускулатуру стегон, щоб звикнути до цього способу життя. Інформація про пропорції стопи «мезенозавра», надана в описі Cabarzia, вказує на те, що вони є хорошими кандидатами для створення слідів Dromopus, звичайного пермського сліду рептилії ichnogenus. Хоча жодна відома скам'янілість дромопусів, здається, не відповідає двоногим тваринам, це, ймовірно, пов’язано з двоногими «мезенозавринами», які обмежені рідкісними обставинами, коли вони змушені рятуватися від хижаків.